# 奧巴赫河 (森德爾巴赫河支流)
49°56′15″N 11°34′35″E / 49.937466°N 11.576278°E

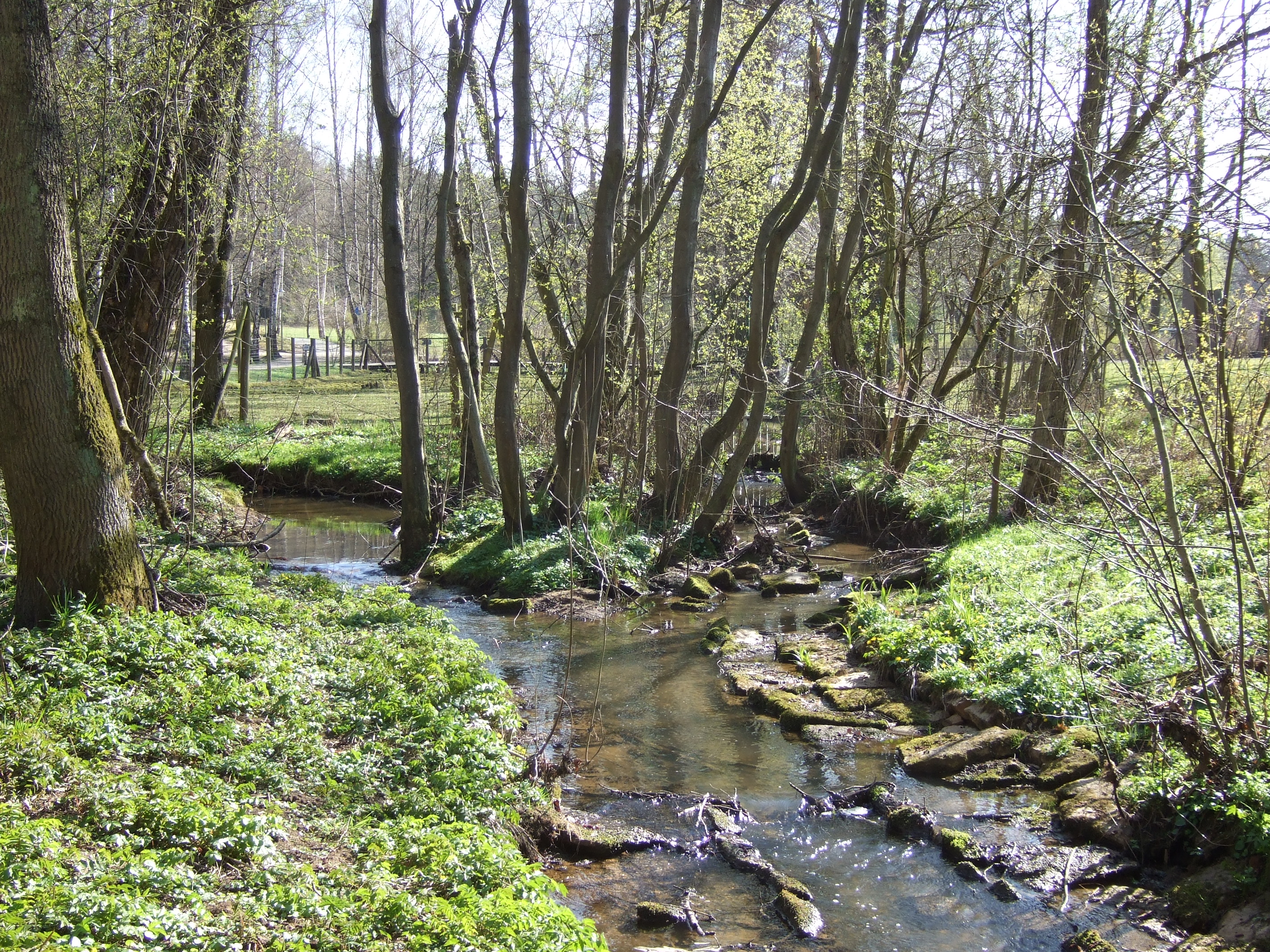

奧巴赫河（德語：Aubach），是德國的河流，位於該國東南部，由巴伐利亞負責管轄，屬於森德爾巴赫河的左支流，河道全長7.2公里，流域面積8.8平方公里，河口處在拜羅伊特以南。